# 1814
Промислова революція •  Російська імперія • Наполеонівські війни

## Геополітична ситуація
У Росії царює імператор Олександр I (до 1825). Російській імперії належить більша частина України, значна частина Польщі, вся Грузія, частина Закавказзя, Фінляндія. Україну розділено між двома державами — Королівство Галичини та Володимирії належить Австрії, Правобережжя, Лівобережжя та Крим — Російській імперії. Задунайська Січ існує під протекторатом Османської імперії.
В Османській імперії править султан Махмуд II (до 1839). Під владою османів перебувають Близький Схід та Єгипет, Середземноморське узбережжя Північної Африки, частина Закавказзя, значні території в Європі: Греція, Болгарія і Сербія. Васалами османів є Волощина та Молдова.
Австрійську імперію очолює Франц II (до 1835). Вона охоплює, крім власне австрійських земель, Угорщину з Хорватією, Трансильванію, Богемію. Рейнський союз, в який об'єдналася частина колишніх імперських земель, розпався. Король Пруссії — Фрідріх-Вільгельм III (до 1840). Баварське королівство очолює Максиміліан I (до 1825).
Перша французька імперія припинила існування. Почалася Реставрація Бурбонів. Королем Франції проголошено Людовика XVIII (до 1815). Франція має колонії в Карибському басейні, Південній Америці та Індії. На трон Іспанії повернувся Фернандо VII (до 1833). Королівству Іспанія належать Нова Іспанія, Нова Гранада, Віцекоролівство Перу, Внутрішні провінції та Віцекоролівство Ріо-де-ла-Плата в Америці, Філіппіни. Повсюди в Латинській Америці триває національно-визвольна боротьба. У Португалії королює Марія I (до 1816), але португальська столиця через французьку загрозу перемістилася в Ріо-де-Жанейро. Португалія має володіння в Бразилії, в Африці, в Індії, в Індійському океані й Індонезії. На троні Великої Британії сидить Георг III (до 1820). Через психічну хворобу короля, триває Епоха Регентства. Британія має колонії в Північній Америці, на Карибах та в Індії.
Сполучені Штати Америки займають територію частини колишніх британських колоній та купленої у Франції Луїзіани. Посаду президента США обіймає Джеймс Медісон. Територія на півночі північноамериканського континенту належить Великій Британії, вона розділена на Нижню Канаду та Верхню Канаду, територія на півдні та заході континенту належить Іспанії.
Король Данії та Норвегії — Фредерік VII (до 1863), на шведському троні сидить Карл XIII (до 1818).
В Ірані при владі Каджари. Британська Ост-Індійська компанія контролює значну частину Індостану. Усе ще зберігає могутність Імперія Маратха. У Пенджабі існує Сикхська держава. У Бірмі править династія Конбаун, у В'єтнамі — династія Нгуєн. У Китаї володарює Династія Цін. У Японії триває період Едо.

## Події

### В Україні
- В Одесі засновано грецьку таємну організацію Філікі Етерія.

### В світі
- Війна шостої коаліції:
  - 1 січня прусська армія під командуванням фон Блюхера перейшла через Рейн і ввійшла на територію Франції.
  - 27 січня французький гарнізон Рагузи здав місто австрійцям.
  - 10 лютого армія Наполеона виграла битву при Шампобері, з чого почалася шестиденна компанія.
  - 21 березня союзники виграли у армії Наполеона битву при Арсі-сюр-Об.
  - 30 березня почалася облога Парижа, яка закінчилася 31 березня перемогою сил коаліції.
  - 6 квітня почалася реставрація Бурбонів — на французький трон запросили Людовика XVIII.
  - 11 квітня війна закінчилася підписанням у Фонтебло мирного договору. Наполеон зрікся як імператор.
- 14 січня підписано Кільські мирні угоди, якими закінчилася англо-данська війна. Король Данії Фредерік VI поступився Норвегією на користь Швеції в обмін на Західну Померанію.
- 31 січня Хервасіо Антоніо де Посадас став Верховним правителем Об'єднаних провінцій Ла-Плати.
- 1 лютого вибухнув вулкан Майон на Філіппінах, забравши 1200 життів.
- 11 лютого Норвегія проголосила незалежність.
- 25 березня засновано Нідерландський банк.
- 18/19 квітня Генуя здалася британському флоту.
- 24 квітня королівство Італія повернулося під владу Австрії.
- 28 квітня відновлено Лігурійську республіку.
- 4 травня іспанський король Фернандо VII скасував Кадіську конституцію, повернувши в країні абсолютну монархію.
- 16 травня Вільям Браун, ірландський моряк на службі Аргентини, взяв в облогу Монтевідео, колоніальну столицю Ріо-де-ла-Плати.
- 17 травня Норвегія отримала Конституцію. Королем обрано данського коронного принца Кристіана Фредеріка.
- 17 травня французька окупація Монако змінилася на австрійську.
- 30 травня підписано паризький мирний договір. Франція відновлена в межах кордонів 1792 року, Наполеона заслано на острів Ельбу.
- 20 червня місто Монтевідео здалося борцям за незалежність.
- 21 червня в Лондоні підписано угоду між переможцями у війні, що об'єднувала Нижні землі під правлінням Віллема I.
- 26 липня почалася Шведсько-норвезька війна.
- 28 липня Лігурійська республіка припинила існування.
- 7 серпня папа римський Пій VII відновив Товариство Ісуса.
- У Франції після реставрації короля Людовика XVIII була прийнята нова Конституція — Хартія 1814 року.
- 1 листопада почав роботу Віденський конгрес, покликаний врегулювати політичну ситуацію в Європі після повергнення Наполеона.
- 1 листопада почалася Англо-непальська війна.
- Маньчжурська влада в Китаї придушила повстання секти Небесного розуму.
- Упродовж року в Північній Америці тривала так звана Війна 12 року між США та Британією.
- Тривала війна за незалежність Чилі та війна за незалежність Венесуели, яку очолював Сімон Болівар.

### Наука
- Пітер Барлоу опублікував математичні таблиці Барлоу.
- Вільям Чарлз Веллс опублікував перше наукове пояснення роси.
- П'єр-Симон Лаплас опублікував свої міркування про демон Лапласа.
- Джордж Стефенсон запустив у роботу перший паровоз.
- Дітріх Ніколаус Вінкель винайшов метроном.
- Медаль Коплі отримав математик Джеймз Айворі.

### Культура
- Джордж Гордон Байрон опублікував поему «Корсар».
- Вальтер Скотт надрукував свій перший роман «Веверлі».
- Побачив світ роман Джейн Остін «Менсфілд-парк».
- У Відні відбулася прем'єра Симфонії № 8 Бетховена.

## Народились
Дивись також Категорія:Народились 1814
- 11 січня — Джеймс Педжет, британський хірург і фізіолог; вважається (разом із Рудольфом Вірховом) основоположником паталогоанатомії (пом. 30.12.1899)
- 9 березня — Тарас Шевченко — український поет, письменник, художник (пом. 1861)
- 30 травня — Бакунін Михайло Олександрович, російський теоретик анархізму
- 13 липня — Бханубхакта Ачарія, поет, реформатор непалі.
- 19 липня — Семюел Кольт, американський зброяр, винахідник відомого револьвера системи «Кольт»
- 13 серпня — Андерс Йонас Ангстрем, шведський фізик і астроном
- 2 вересня — Ернст Курціус, німецький археолог, історик
- 15 жовтня — Лермонтов Михайло Юрійович, російський поет

## Померли
Дивись також Категорія:Померли 1814